# Novoprokhlàdnoie
Novoprokhlàdnoie - Новопрохладное (rus) - és un poble de la República d'Adiguèsia, a Rússia. Es troba a la confluència del riu Sakhrai i el seu afluent el Goix, a 42 km al sud-est de Tulski i a 54 km al sud de Maikop.
Pertany al municipi de Dàkhovskaia.